# Skandinavski križ
Skandinavski križ (redko nordijski križ) je simbol križa, kjer vertikalna črta seka horizontalno črto na približno prvi tretjini od leve proti desni. 
Križ predstavlja krščanstvo, na zastavah pa so ga začeli upodabljati po bojih kristjanov s pogani. Ker ga večinoma uporabljajo države Skandinavskega polotoka oziroma Skandinavije: (Švedska, Finska, Norveška, Danska, Islandija), so ga poimenovali skandinavski križ. Prva, ki ga je umestila na svojo zastavo je bila Kraljevina Danska. Poleg držav ga uporabljajo tudi nekatere dežele in mesta, tudi izven Skandinavije.

## Zastave držav z skandinavskim križem
- Zastava Švedske.
- Zastava Norveške.
- Zastava Finske.
- Zastava Danske.
- Zastava Islandije.
- Zastava Ferskih otokov.

## Upodobitev na nedržavnih zastavah
- Zastava armenskega mesta Ečmiadzin.
- Zastava nizozemskega mesta Bedum.